# El Progreso (departement)
El Progreso is een departement van Guatemala, gelegen in het midden van het land. De hoofdstad van het departement is Guastatoya, maar Sanarate is de grootste stad.
Het departement bestrijkt een oppervlakte van 1922 km² en heeft 176.632 inwoners (2018). El Progreso werd in 1908 gevormd uit delen van Baja Verapaz, Jalapa, Zacapa en Guatemala.

## Gemeenten
Het departement is ingedeeld in acht gemeenten:
- El Jícaro
- Guastatoya
- Morazán
- San Agustín Acasaguastlán
- San Antonio La Paz
- San Cristóbal Acasaguastlán
- Sanarate
- Sansare

Alta Verapaz · Baja Verapaz · Chimaltenango · Chiquimula · El Progreso · Escuintla · Guatemala · Huehuetenango · Izabal · Jalapa · Jutiapa · Petén · Quetzaltenango · Quiché · Retalhuleu · Sacatepéquez · San Marcos · Santa Rosa · Sololá · Suchitepéquez · Totonicapán · Zacapa